# Грейди (окръг, Оклахома)
Окръг Грейди (на английски: Grady County) е окръг в щата Оклахома, Съединени американски щати. Площта му е 2862 km², а населението – 45 516 души (2000). Административен център е град Чикъшей.